# Cacau
Cacau, właśc. Claudemir Jeronimo Barretto  (ur. 27 marca 1981 w Santo André) – niemiecki piłkarz brazylijskiego pochodzenia występujący na pozycji napastnika w Cerezo Osaka. Otrzymał niemieckie obywatelstwo w lutym 2009 roku.

## Kariera
Pierwszym klubem, w którym występował był brazylijski klub Nacional AC São Paulo. Cacau karierę w Niemczech rozpoczął w sezonie 2000-2001 w Türkgücü München. W 2001 roku kupił go 1. FC Nürnberg, gdzie grał przez 2 lata i strzelił 8 goli w 44 meczach. W 2003 roku działacze VfB Stuttgart zdecydowali się zakupić napastnika do swojej drużyny. Obecnie w klubie tym zaliczył ponad 200 ligowych występów a w sezonie 2006-2007 zdobył mistrzostwo Niemiec. Po otrzymaniu niemieckiego obywatelstwa w lutym 2009 został powołany przez trenera reprezentacji Niemiec Joachima Löwa do drużyny narodowej, w której zadebiutował w meczu z Chinami 29 maja 2009 w Szanghaju. W 2014 roku przeszedł do Cerezo Osaka występującego w japońskiej ekstraklasie.
W 2010 roku zdobył brązowy medal na mistrzostwach świata w 2010.

## Odznaczenia
- Order Zasługi Badenii-Wirtembergii (2017)[2]